# Ernst Albrecht Braun

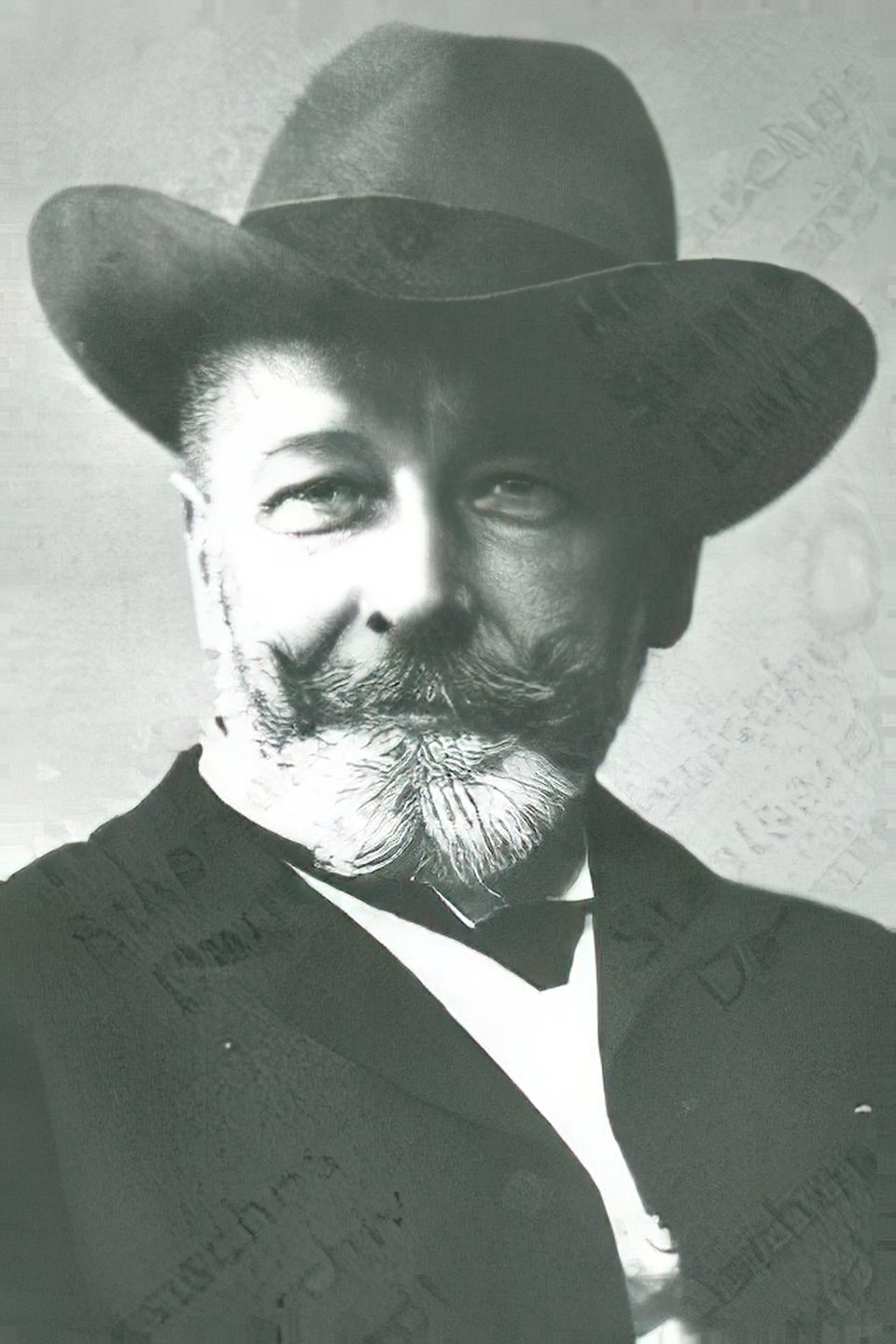
Ernst Albrecht Braun

Ernst Albrecht Braun (* 1857 in London; † 1916 in Darmstadt) war Finanzminister und Innenminister des Großherzogtums Hessen.

## Familie
Der Vater von Ernst Albrecht Braun war Arnold Braun, Kaufmann und Fabrikant, die Mutter Louise, geborene Ohly, (1835–1908) eine Schwester des Darmstädter Oberbürgermeisters Albrecht Ohly.
1887 heirateten Ernst Albrecht Braun und Elsbeth Methner (* 1860), Tochter des Rittergutsbesitzers Gustav Methner.

## Karriere
Ernst Albrecht Braun studierte Rechtswissenschaft und wurde zum Dr. jur. promoviert. Er schlug die Verwaltungslaufbahn im Großherzogtum Hessen ein und war zunächst Regierungsassessor in Darmstadt. Weitere Stationen waren 1885 die Stelle eines Amtmanns beim Kreis Lauterbach und 1889 beim Kreis Mainz. 1895 wurde er Regierungsrat, 1896 Oberfinanzrat im Finanzministerium. 1896 wurde er Mitglied im Verwaltungsgerichtshof Darmstadt, 1897 Kreisrat des Kreises Lauterbach. Aber schon 1898 war er wieder als Ministerialrat in Darmstadt, diesmal im Ministerium des Innern und dort Chef der Oberen landwirtschaftlichen Behörde, 1900 Leiter der Abteilung für Landwirtschaft, Handel und Gewerbe im Innenministerium. 1902 war er Mitglied der landesherrlichen Einweisungskommission für die Zweite Kammer des 32. Landtages der Landstände des Großherzogtums Hessen, 1905 auch für den 33. Landtag.
1906 wurde er mit dem Titel eines „Präsidenten des Ministeriums des Innern“ Innenminister. Ab 1907 führte er auch den Titel „Minister“. 1910 wechselte er das Ressort und wurde Minister der Finanzen. 1915 bat er darum, in den Ruhestand versetzt zu werden, was auch erfolgte, allerdings übernahm er zeitgleich die Führung der Geschäfte des Präsidenten der Oberrechnungskammer, zu deren Präsident er 1916 ernannt wurde. Noch im gleichen Jahr verstarb er. Beigesetzt wurde er auf dem Alten Friedhof in Darmstadt.

## Nebenämter
- 1898 bis 1906 war er Mitglied der Prüfungskommission für das Justiz- und Verwaltungsfach.[1]
- 1904 bis 1906 war er ständiges Mitglied und Vorsitzender des Landesversicherungsamtes.[1]

## Ehrungen

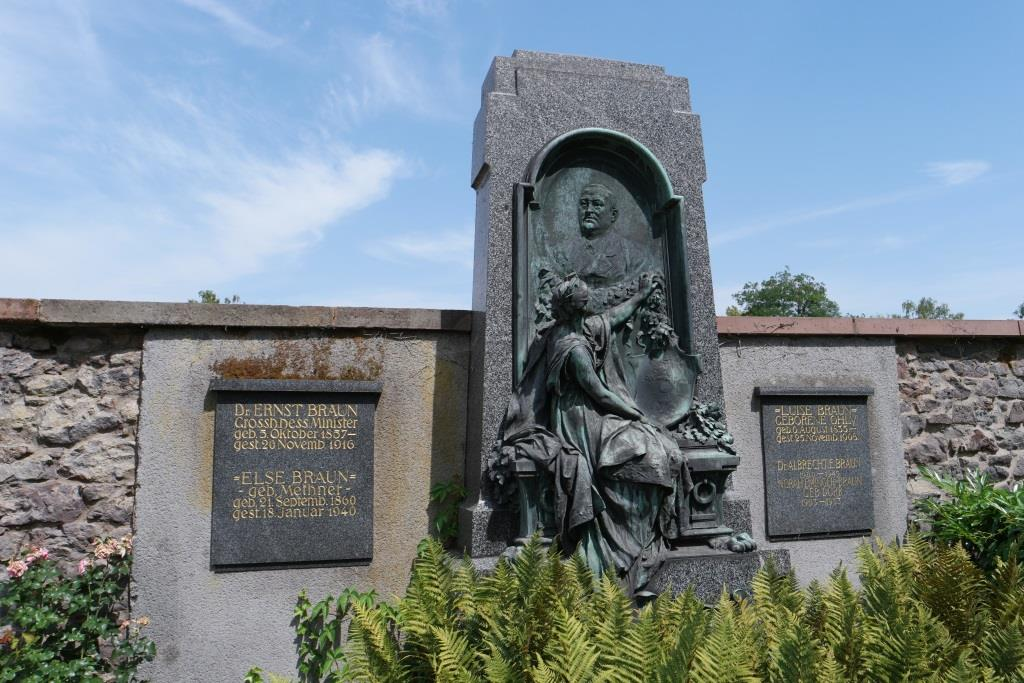
Grab von Ernst Braun (1857–1916) auf dem Alten Friedhof in Darmstadt.

- 1896 Preußischer Kronenorden III. Klasse[1]
- 1898 Ritterkreuz I. Klasse des Verdienstordens Philipps des Großmütigen[1]
- 1901 Komturkreuzes II. Klasse des Verdienstordens Philipps des Großmütigen[1]
- Komturkreuz des Großherzoglich Sächsischen Hausordens der Wachsamkeit oder vom weißen Falken[3]
- 1904 Geheimrat[1]
- 1907 Komturkreuz I. Klasse mit der Krone des Verdienstordens Philipps des Großmütigen[1]
- 1908 Dr. phil. hc. und Dr.-Ing. hc.[1]
- 1909 Preußischer Kronenorden I. Klasse[1]
- 1910 Kommandeurkreuz I. Klasse des Ludewigsordens[1]
- 1910 Russischer St. Annenorden I. Klasse[1]
- 1912 Preußischer Roter Adlerorden I. Klasse[1]
- 1912 Großkreuz des Verdienstordens Philipps des Großmütigen[1]
- 1915 Großkreuz des Sternes von Brabant anlässlich seiner Ruhestandsversetzung[1]